# Navaornis
Navaornis es un género extinto de avialano perteneciente al clado Enantiornithes de la Formación Adamantina del Cretácico superior de Brasil. El género contiene una sola especie, N. hestiae, conocida a partir de un cráneo y esqueleto bien conservados.